# Associazione Sportiva Cittadella 2010-2011
Questa voce raccoglie le informazioni riguardanti l'Associazione Sportiva Cittadella nelle competizioni ufficiali della stagione 2010-2011.

## Stagione
Nella stagione 2010-2011 il Cittadella disputa il campionato di Serie B, raccoglie 51 punti con il 15º posto. Sempre allenato da Claudio Foscarini raccoglie 23 punti nel girone di andata, appena sopra la zona pericolosa, poi nel girone di ritorno mette insieme 28 punti, chiudendo il torneo due punti sopra la zona Play-out. La più bella soddisfazione stagionale è che la squadra granata abbia espresso il capo cannoniere del campionato cadetto, infatti Federico Piovaccari varesino preso dal Ravenna, è stato autore di 23 reti, ha ottenuto il prestigioso traguardo usufruendo anche di 9 calci di rigore. Nella Coppa Italia il Citta supera il secondo turno, vincendo (2-0) il derby contro il Verona, poi nel terzo turno esce dal torneo, superato (1-0) dal Brescia.

## Organigramma societario
Area direttiva
- Presidente: Andrea Gabrielli
- Vice Presidente: Giancarlo Pavin
- Amministratore delegato: Mauro Michelini
- Direttore generale: Stefano Marchetti

Area organizzativa
- Segretario generale: Claudio Cappelletti
- Responsabile amministrativo: Giuseppe Pontarollo e Daniele Ceccato
- Responsabile biglietteria: Gianfranco Cavallari

Area comunicazione e marketing
- Addetto Stampa: Stefano Albertin
- Ufficio marketing: Federico Cerantola

Area tecnica
- Allenatore: Claudio Foscarini
- Vice Allenatore: Giulio Giacomin
- Preparatore dei portieri: Piero Gennari
- Preparatore atletico: Andrea Redigolo
- Responsabile settore giovanile: Lucio Fasolato

Area sanitaria
- Responsabile sanitario: Elisabetta Zordanazzo
- Medico Sociale: Laura Brusamolin

## Rosa
| N. |                    | Ruolo | Calciatore          |
| -- | ------------------ | ----- | ------------------- |
| 1  | Italia (bandiera)  | P     | Andrea Pierobon     |
| 2  | Italia (bandiera)  | D     | Andrea Manucci      |
| 3  | Italia (bandiera)  | D     | Matteo Teoldi       |
| 4  | Italia (bandiera)  | D     | Francesco Scardina  |
| 5  | Italia (bandiera)  | D     | Gianluca Nocentini  |
| 6  | Francia (bandiera) | C     | Alexis Carra        |
| 7  | Italia (bandiera)  | C     | Nunzio Di Roberto   |
| 8  | Italia (bandiera)  | C     | Roberto Musso       |
| 9  | Italia (bandiera)  | A     | Federico Piovaccari |
| 10 | Italia (bandiera)  | A     | Joachim De Gasperi  |
| 11 | Italia (bandiera)  | A     | Maurizio Nassi      |
| 13 | Italia (bandiera)  | C     | Davide Carteri      |
| 15 | Italia (bandiera)  | D     | Massimo Melucci     |
| 16 | Italia (bandiera)  | C     | Tommaso Bellazzini  |
| 17 | Italia (bandiera)  | D     | Edoardo Gorini      |

| N. |                      | Ruolo | Calciatore             |
| -- | -------------------- | ----- | ---------------------- |
| 18 | Italia (bandiera)    | P     | Gioele Cucinato        |
| 20 | Italia (bandiera)    | C     | Riccardo Martignago    |
| 21 | Italia (bandiera)    | C     | Daniele Dalla Bona     |
| 23 | Italia (bandiera)    | P     | Simone Villanova       |
| 24 | Italia (bandiera)    | C     | Alberto Marchesan      |
| 27 | Camerun (bandiera)   | C     | Thomas Job             |
| 29 | Italia (bandiera)    | D     | Daniele Gasparetto     |
| 32 | Italia (bandiera)    | A     | Manolo Gabbiadini      |
| 33 | Argentina (bandiera) | C     | Julián Magallanes      |
| 45 | Italia (bandiera)    | C     | Nicola Vaccari         |
| 61 | Italia (bandiera)    | A     | Raffaele Perna         |
| 77 | Italia (bandiera)    | D     | Daniel Semenzato       |
| 81 | Italia (bandiera)    | C     | Gennaro Volpe          |
| 92 | Italia (bandiera)    | D     | Christopher Zanvettori |
| 98 | Italia (bandiera)    | C     | Fabio Giordano         |

## Calciomercato

### Sessione estiva(dall'1/7 al 31/8)
| Acquisti | Acquisti            | Acquisti  | Acquisti      |
| R.       | Nome                | da        | Modalità      |
| -------- | ------------------- | --------- | ------------- |
| D        | Daniele Gasparetto  | Padova    |               |
| D        | Francesco Scardina  | Chievo    |               |
| D        | Daniel Semenzato    | Frosinone |               |
| C        | Fabio Giordano      | Ravenna   | fine prestito |
| C        | Alexis Carra        | Vicenza   |               |
| C        | Nunzio Di Roberto   | Foggia    |               |
| C        | Thomas Job          | Grosseto  |               |
| A        | Manolo Gabbiadini   | Atalanta  | comproprietà  |
| A        | Raffaele Perna      | Ternana   |               |
| A        | Maurizio Nassi      | Mantova   | svincolato    |
| A        | Federico Piovaccari | Ravenna   |               |
| A        | Rachid Arma         | Torino    |               |

| Cessioni | Cessioni            | Cessioni    | Cessioni |
| R.       | Nome                | a           | Modalità |
| -------- | ------------------- | ----------- | -------- |
| D        | Francesco Battaglia | SPAL        |          |
| D        | Nicolò Cherubin     | Bologna     |          |
| D        | Emanuele Pesoli     | Varese      |          |
| D        | Andrea Pisani       | Portogruaro |          |
| C        | Diego Oliveira      | Vicenza     |          |
| C        | Leonardo Pettinari  | Atalanta    |          |
| A        | Matteo Ardemagni    | Atalanta    |          |
| A        | Davis Curiale       | Crotone     |          |
| A        | Antimo Iunco        | Torino      |          |
| A        | Rachid Arma         | Vicenza     |          |

### Sessione invernale(dal 2/1 al 31/1)
| Acquisti | Acquisti        | Acquisti | Acquisti |
| R.       | Nome            | da       | Modalità |
| -------- | --------------- | -------- | -------- |
| D        | Massimo Melucci | Grosseto |          |

| Cessioni | Cessioni         | Cessioni | Cessioni |
| R.       | Nome             | a        | Modalità |
| -------- | ---------------- | -------- | -------- |
| D        | Daniel Semenzato | Como     |          |

## Risultati

### Serie B

#### Girone di andata
| Arbitro: | Giacomelli (Trieste) |

|                                     |           |  |
| Nocentini 43’ (aut.) Giacobbe 90+2’ | Marcatori |  |

| Arbitro: | N. Stefanini (Prato) |

|                              |           |           |
| Nocentini 37’ Dalla Bona 41’ | Marcatori | 19’ Iunco |

| Arbitro: | Baratta (Salerno) |

|  |           |                          |
|  | Marcatori | 48’ González 73’ Bertani |

| Arbitro: | Giancola (Vasto) |

|                                  |           |                       |
| Calaiò 22’ (rig.), 42’ Terzi 31’ | Marcatori | 66’ (rig.) Di Roberto |

| Arbitro: | Bagalini (Fermo) |

|                       |           |               |
| Piovaccari 36’ (rig.) | Marcatori | 90+2’ Sansone |

| Arbitro: | Calvarese (Teramo) |

|                |           |  |
| Abbruscato 28’ | Marcatori |  |

| Arbitro: | Ruini (Reggio Emilia) |

|                               |           |                                 |
| Piovaccari 73’ Gasparetto 85’ | Marcatori | 55’ Foti 70’ Musacci 90+3’ Mori |

| Arbitro: | Ostinelli (Como) |

|                                   |           |  |
| Perticone 45’ Tavano 55’ Iori 71’ | Marcatori |  |

| Arbitro: | N. Stefanini (Prato) |

|                |           |             |
| Piovaccari 32’ | Marcatori | 41’ Troiano |

| Arbitro: | Ciampi (Roma) |

|                    |           |                |
| Succi 46’ Bovo 88’ | Marcatori | 25’ Piovaccari |

| Arbitro: | Palazzino (Ciampino) |

|  |           |                |
|  | Marcatori | 56’ Piovaccari |

| Arbitro: | Baracani (Firenze) |

|                               |           |           |
| Dalla Bona 39’ Piovaccari 65’ | Marcatori | 6’ Freddi |

| Varese 6 novembre 2010, ore 15:00 CET 13ª giornata | Varese           | 0 – 0 referto | Cittadella | Stadio Franco Ossola (4 076 spett.)\| Arbitro: \| Bagalini (Fermo) \| |
| Arbitro:                                           | Bagalini (Fermo) |               |            |                                                                       |

| Arbitro: | Nasca (Bari) |

|                |           |                                 |
| Dalla Bona 37’ | Marcatori | 40’ (rig.), 54’ (rig.) N. Viola |

| Arbitro: | Doveri (Roma) |

|            |           |                                                |
| Momenté 7’ | Marcatori | 10’ Dalla Bona 38’ (rig.) Piovaccari 89’ Volpe |

| Arbitro: | Merchiori (Ferrara) |

|                                         |           |  |
| Scardina 24’ Manucci 42’ Piovaccari 64’ | Marcatori |  |

| Arbitro: | Giacomelli (Trieste) |

|          |           |                |
| Çani 62’ | Marcatori | 60’ Gabbiadini |

| Arbitro: | Pinzani (Empoli) |

|                                      |           |             |
| Gabbiadini 6’, 47’ R. Perna 43’, 65’ | Marcatori | 38’ Testini |

| Arbitro: | Candussio (Cervignano del Friuli) |

|              |           |                       |
| Abruzzese 8’ | Marcatori | 49’ (rig.) Piovaccari |

| Arbitro: | Guida (Torre Annunziata) |

|  |           |                 |
|  | Marcatori | 74’ Bonaventura |

| Arbitro: | Ruini (Reggio Emilia) |

|               |           |  |
| Sansovini 65’ | Marcatori |  |

#### Girone di ritorno
| Arbitro: | Cervellera (Taranto) |

|           |           |              |
| Nassi 20’ | Marcatori | 47’ Altinier |

| Arbitro: | Irrati (Pistoia) |

|               |           |               |
| Gasparetto 6’ | Marcatori | 17’ Antenucci |

| Arbitro: | Nasca (Bari) |

|                                |           |                               |
| S. Motta 11’ (rig.) Parola 75’ | Marcatori | 71’ Di Roberto 90+4’ R. Perna |

| Cittadella 5 febbraio 2011, ore 15:00 CET 25ª giornata | Cittadella      | 0 – 0 referto | Siena | Stadio Piercesare Tombolato (2.563 spett.)\| Arbitro: \| Massa (Imperia) \| |
| Arbitro:                                               | Massa (Imperia) |               |       |                                                                             |

| Arbitro: | N. Stefanini (Prato) |

|            |           |                |
| Bianco 78’ | Marcatori | 55’ Piovaccari |

| Arbitro: | Baratta (Salerno) |

|  |           |           |
|  | Marcatori | 61’ Botta |

| Arbitro: | Palazzino (Ciampino) |

|                            |           |  |
| Stovini 44’ Signorelli 88’ | Marcatori |  |

| Arbitro: | Calvarese (Teramo) |

|                            |           |  |
| Piovaccari 55’ (rig.), 69’ | Marcatori |  |

| Arbitro: | Pinzani (Empoli) |

|           |           |                       |
| Bruno 35’ | Marcatori | 55’ (rig.) Piovaccari |

| Arbitro: | Velotto (Grosseto) |

|                              |           |                        |
| Nassi 3’ Piovaccari 28’, 50’ | Marcatori | 67’ (rig.) Vantaggiato |

| Arbitro: | Gallione (Alessandria) |

|  |           |            |
|  | Marcatori | 52’ Giorgi |

| Arbitro: | Cervellera (Taranto) |

|                |           |                  |
| Sforzini 45+4’ | Marcatori | 90+1’ Gasparetto |

| Arbitro: | N. Stefanini (Prato) |

|                                      |           |                           |
| Dalla Bona 81’ Piovaccari 88’ (rig.) | Marcatori | 62’ Carrozza 90+4’ Ebagua |

| Arbitro: | Candussio (Cervignano del Friuli) |

|  |           |               |
|  | Marcatori | 6’ Piovaccari |

| Arbitro: | Calvarese (Teramo) |

|  |           |                                          |
|  | Marcatori | 40’ Grossi 42’, 57’ Torri 45+4’ Regonesi |

| Arbitro: | Giacomelli (Trieste) |

|  |           |                     |
|  | Marcatori | 36’, 50’ Piovaccari |

| Arbitro: | Baracani (Firenze) |

|                |           |            |
| Piovaccari 65’ | Marcatori | 41’ Stanco |

| Arbitro: | Gallione (Alessandria) |

|                                  |           |                           |
| Godeas 11’ Bariti 20’ Taddei 24’ | Marcatori | 25’ Gorini 52’ Gabbiadini |

| Arbitro: | Tozzi (Ostia Lido) |

|                |           |  |
| Di Roberto 38’ | Marcatori |  |

| Arbitro: | Baratta (Salerno) |

|                          |           |                                      |
| Troest 21’ Marilungo 47’ | Marcatori | 60’ (rig.) Piovaccari 62’ Gabbiadini |

| Arbitro: | Doveri (Roma) |

|                                           |           |                               |
| Piovaccari 24’ (rig.), 29’ Di Roberto 34’ | Marcatori | 26’ Giacomelli 90+2’ Verratti |

### Coppa Italia
| Arbitro: | Candussio (Cervignano del Friuli) |

|                                    |           |  |
| R. Perna 13’ Bellazzini 71’ (rig.) | Marcatori |  |

| Arbitro: | Pinzani (Empoli) |

|              |           |  |
| Diamanti 75’ | Marcatori |  |

## Statistiche

### Statistiche di squadra
| Competizione | Punti | In casa | In casa | In casa | In casa | In casa | In casa | In trasferta | In trasferta | In trasferta | In trasferta | In trasferta | In trasferta | Totale | Totale | Totale | Totale | Totale | Totale |
| Competizione | Punti | G       | V       | N       | P       | Gf      | Gs      | G            | V            | N            | P            | Gf           | Gs           | G      | V      | N      | P      | Gf     | Gs     |
| ------------ | ----- | ------- | ------- | ------- | ------- | ------- | ------- | ------------ | ------------ | ------------ | ------------ | ------------ | ------------ | ------ | ------ | ------ | ------ | ------ | ------ |
| Serie B      | 51    | 21      | 8       | 6       | 7       | 29      | 26      | 21           | 4            | 9            | 8            | 21           | 28           | 42     | 12     | 15     | 15     | 50     | 54     |
| Coppa Italia |       | 1       | 1       | 0       | 0       | 2       | 0       | 1            | 0            | 0            | 1            | 0            | 1            | 2      | 1      | 0      | 1      | 2      | 1      |

### Statistiche dei giocatori
Ultimo aggiornamento: 17 giugno 2013
| Giocatore        | Serie B  | Serie B | Serie B     | Serie B    | Coppa Italia | Coppa Italia | Coppa Italia | Coppa Italia | Totale   | Totale | Totale      | Totale     |
| Giocatore        | Presenze | Reti    | Ammonizioni | Espulsioni | Presenze     | Reti         | Ammonizioni  | Espulsioni   | Presenze | Reti   | Ammonizioni | Espulsioni |
| ---------------- | -------- | ------- | ----------- | ---------- | ------------ | ------------ | ------------ | ------------ | -------- | ------ | ----------- | ---------- |
| R. Arma          | 1        | 0       | 0           | 0          | 1            | 0            | 0            | 0            | 2        | 0      | 0           | 0          |
| T. Bellazzini    | 25       | 0       | 1           | 0          | 2            | 1            | 0            | 0            | 27       | 1      | 1           | 0          |
| A. Carra         | 9        | 0       | 0           | 0          | 1            | 0            | 0            | 0            | 10       | 0      | 0           | 0          |
| D. Carteri       | 23       | 0       | 7           | 1          | 0            | 0            | 0            | 0            | 23       | 0      | 7           | 1          |
| G. Cucinato      | 0        | 0       | 0           | 0          | 0            | 0            | 0            | 0            | 0        | 0      | 0           | 0          |
| D. Dalla Bona    | 37       | 5       | 7           | 2          | 2            | 0            | 0            | 0            | 39       | 5      | 7           | 2          |
| J. De Gasperi    | 18       | 0       | 2           | 0          | 2            | 0            | 0            | 0            | 20       | 0      | 2           | 0          |
| N. Di Roberto    | 27       | 4       | 3           | 0          | 2            | 0            | 0            | 0            | 29       | 4      | 3           | 0          |
| M. Gabbiadini    | 27       | 5       | 1           | 0          | 2            | 0            | 0            | 0            | 29       | 5      | 1           | 0          |
| D. Gasparetto    | 20       | 2       | 7           | 1          | 2            | 0            | 0            | 0            | 22       | 2      | 7           | 1          |
| F. Giordano      | 4        | 0       | 0           | 0          | 0            | 0            | 0            | 0            | 4        | 0      | 0           | 0          |
| E. Gorini        | 23       | 1       | 14          | 1          | 0            | 0            | 0            | 0            | 23       | 1      | 14          | 1          |
| T. Job           | 21       | 0       | 5           | 2          | 0            | 0            | 0            | 0            | 21       | 0      | 5           | 2          |
| J. D. Magallanes | 23       | 0       | 5           | 0          | 1            | 0            | 0            | 0            | 24       | 0      | 5           | 0          |
| A. Manucci       | 29       | 1       | 3           | 0          | 1            | 0            | 0            | 0            | 30       | 1      | 3           | 0          |
| A. Marchesan     | 35       | 0       | 6           | 0          | 2            | 0            | 0            | 0            | 37       | 0      | 6           | 0          |
| R. Martignago    | 2        | 0       | 0           | 0          | 1            | 0            | 0            | 0            | 3        | 0      | 0           | 0          |
| R. Musso         | 26       | 0       | 9           | 0          | 0            | 0            | 0            | 0            | 26       | 0      | 9           | 0          |
| M. Nassi         | 28       | 2       | 2           | 0          | 0            | 0            | 0            | 0            | 28       | 2      | 2           | 0          |
| G. Nocentini     | 29       | 1       | 6           | 0          | 0            | 0            | 0            | 0            | 29       | 1      | 6           | 0          |
| R. Perna         | 19       | 3       | 4           | 0          | 2            | 1            | 0            | 0            | 21       | 4      | 4           | 0          |
| A. Pierobon      | 10       | -17     | 0           | 0          | 2            | -1           | 0            | 0            | 12       | -18    | 0           | 0          |
| F. Piovaccari    | 39       | 23      | 6           | 0          | 0            | 0            | 0            | 0            | 39       | 23     | 6           | 0          |
| F. Scardina      | 19       | 1       | 4           | 0          | 1            | 0            | 0            | 0            | 20       | 1      | 4           | 0          |
| D. Semenzato     | 5        | 0       | 1           | 0          | 2            | 0            | 0            | 0            | 7        | 0      | 1           | 0          |
| M. Teoldi        | 7        | 0       | 0           | 0          | 0            | 0            | 0            | 0            | 7        | 0      | 0           | 0          |
| N. Vaccari       | 0        | 0       | 0           | 0          | 0            | 0            | 0            | 0            | 0        | 0      | 0           | 0          |
| S. Villanova     | 32       | -37     | 0           | 0          | 0            | 0            | 0            | 0            | 32       | -37    | 0           | 0          |
| G. Volpe         | 30       | 1       | 4           | 0          | 1            | 0            | 1            | 0            | 31       | 1      | 5           | 0          |
| C. Zanvettori    | 0        | 0       | 0           | 0          | 0            | 0            | 0            | 0            | 0        | 0      | 0           | 0          |